# Contea di Luhe
La contea di Luhe (陆河县S, Lùhé XiànP) è una contea della Cina, situata nella provincia del Guangdong e amministrata dalla prefettura di Shanwei.